# TIMP1
Эндогенный или тканевой ингибитор металлопротеиназ-1 — белок человека, кодируемый геном TIMP1 на X-хромосоме. Ген TIMP1 находится внутри интрона гена SYN1, кодирующего синапсин-1, и транскрибируется в обратном направлении. Белок принадлежит к TIMP-семейству.

## Клиническое значение
Предполагается роль TIMP-1 в качестве одного из маркеров рака груди.

### Кератоконус
Отмечается значительное снижение экспрессии TIMP-1 в роговице при кератоконусе. Возможно, в этом играют роль реактивные формы азота, образующиеся из NO в процессах окислительного стресса. Сниженный уровень TIMP-1, в свою очередь, может активировать протеиназы и способствовать типичному для кератоконуса распаду тканей роговицы. Эти и ряд других исследований проводятся одной группой (Kenney et al.), выдвинувших предварительную рабочую гипотезу патогенеза кератокуса («каскадная гипотеза»), в которой важную роль играет окислительный стресс.

## Альтернативные названия
- Erythroid potentiating activity, EPA
- Human collagenase inhibitor, HCI («Ингибитор коллагеназы человека»)